# NGC 1372
NGC 1372 ist eine elliptische Galaxie vom Hubble-Typ E0 im Sternbild Eridanus am Südsternhimmel. Sie ist schätzungsweise 409 Millionen Lichtjahre von der Milchstraße entfernt und hat einen Durchmesser von etwa 75.000 Lj.
Im selben Himmelsareal befinden sich u. a. die Galaxien NGC 1368, NGC 1388, NGC 1413 IC 1975.
Das Objekt wurde am 12. November 1885 vom US-amerikanischen Astronomen Francis Leavenworth entdeckt.